# اینتررکس
اینتررکس (به لاتین: Interrex) یک کلانتر روم‌باستان بود که در دوران پادشاهی روم تأسیس شد. با مرگ پادشاه، سنای روم یکی از سناتورها را به‌عنوان اینتررکس گزینش می‌کرد. شخصی که اینتررکس می‌شد برای پنج روز حکومت می‌کرد. اگر در پایان این پنج روز پادشاه جدیدی انتخاب نمی‌شد، آن‌گاه سناتور دیگری به این منصب برگزیده می‌شد.
در دوران اوج جمهوری روم، اینتررکس برای پنج روز کلانتر می‌بود که وظیفه داشت مجمع چنتوراتا را تشکیل بدهد تا اگر یکی از دو کنسول روم فوت شد، فردی به عنوان کنسول سوفکتوس به‌جای او انتخاب شود.